# Джепчирчир, Перес
Перес Джепчирчир (англ. Peres Jepchirchir; род. 27 сентября 1993, Turbo, Уазин-Гишу) — кенийская профессиональная бегунья на длинные дистанции, олимпийская чемпионка 2020 года в Токио в марафоне.

## Биография и спортивная карьера
Родилась 27 сентября 1993 года. Бегом начала заниматься в школьные годы. В соревнованиях участвует с 2013 года.
Ее талант был замечен командой Джанни Демадонны, и она начала получать приглашения на европейские соревнования высокого уровня. Она выиграла три прямые гонки во Франции в конце 2014 года, выиграв Le Lion полумарафон (в ходе записи 69:12 минут), Марсель-Кассис Classique Internationale. В конце года BOclassic 5K она заняла второе место после Джанет Киса.
На Лондонском марафоне 2015 года она выступила на высшем уровне, но не смогла развить свои достижения на более коротких дистанциях, так как не смогла закончить полную марафонскую дистанцию. Однако в том же году она начала достигать вершин в беге на дистанции 10 км и полумарафоне. Ее лучший результат в 30:55 минут на Гран-при в Праге стал вторым рекордом в мире в сезоне, а через неделю она установила рекорд дистанции 67:17 минут, чтобы выиграть полумарафон в Усти-над-Лабем — время, которое позволило ей занять седьмое место. топ-листы года. Она также защитила свой титул в Марселе в октябре.
Джепчирчир установил новый рекорд — 66:39 минут на полумарафоне в Рас-эль-Хайме 2016 года. Несмотря на быстрое время, которое переместило ее на 13-е место в списке за всю историю, сила в глубине гонки оставила ее четвертой с некоторым отставанием от победительницы Синтии Черотич Лимо, в то время как шесть женщин бежали быстрее, чем 67 минут (впервые в этом виде спорта). Это выступление принесло ей место в кенийской команде на чемпионате мира по полумарафону ИААФ 2016 года. Команда из пяти женщин возглавила старт гонки, и Эфиопия Нетсанет Гудета и Женет Ялев также выступили против. По мере развития гонки это было сокращено до кенийского трио Джепчирчира, Лимо и Мэри Васера Нгуги, и это в конечном итоге привело к финишу спринта между Лимо и Джепчирчиром. Несмотря на то, что она была одной из наименее опытных и известных в кенийской команде, именно Джепчирчир стала чемпионом мира, финишировав за 67:31 минут и приведя кенийских женщин к командному титулу и взлету на подиум с Лимо и Нгуги.
Рекорд дистанции был установлен на международном полумарафоне в Янчжоу Цзяньчжэнь в апреле, когда она пробежала 67 минут 21 минуту. На полумарафоне RAK 2017 она побила два мировых рекорда. Она отстала на три секунды от рекорда Флоренс Киплагат в полумарафоне за 65:06 минут и установила мировой рекорд на дистанции 20 км — 61:40 минут. Однако ее положение лучшей в мире было недолгим, поскольку Джойсилин Джепкосгей (третья в гонке RAK) побила оба своих мировых рекорда в следующем месяце.
Трижды побеждала на чемпионатах мира ИААФ по полумарафону: в 2016 году в Кардиффе (в личном и в командном первенстве) и в 2020 году в Гдыне (личное первенство).
На летних Олимпийских играх 2020 в Токио она завоевала золотую медаль в марафоне со временем 2:27:20.

### Победы в гонках
- Международный полумарафон Янчжоу Цзяньчжэнь : 2016
- Международный Марсель-Кассис Классик : 2014, 2015
- Полумарафон Усти-над-Лабем : 2015
- Полумарафон Le Lion : 2014
- Гран-при Праги 10K: 2015
- Коррида де Уий : 2014
- Валенсийский марафон : 2020
- Олимпийский марафон : Токио 2020

### Личные рекорды
- 5 км пробег — 15:51 (2014)
- 10 км бег — 30:55 (2015)
- 20 км пробега — 1:01:40 (2017)
- Полумарафон — 1:05:06 (2017), Полумарафон Рас-Аль-Хайма
- Марафон — 2:17:16 (2020), Валенсийский марафон